# Indiga (Ort)
Indiga (russisch Индига) ist eine Siedlung im Autonomen Kreis der Nenzen im Nordosten des europäischen Teils von Russland.

## Geographie
Indiga liegt am Ostufer der Indiga circa 15 km südöstlich der Mündung in die Barentssee (Indigskaya Guba, Индигская Губа). Der Ort befindet sich circa 170 km westlich von Narjan-Mar, der Hauptstadt des Autonomen Kreises der Nenzen, jenseits des Polarkreises. Er hat 632 Einwohner (Stand 14. Oktober 2010).
Am Südrand von Indiga befindet sich ein Flugplatz. Eine Anbindung an das russische Eisenbahnnetz ist geplant. In ca. 4 km Entfernung liegt im Südosten Rodino (Родино).
Die Umgebung ist geprägt von den Landschaftsmerkmalen der Permafrost-Zone.